# Lijst van burgemeesters van Herzele
De volgende personen hebben de functie van burgemeester van de Belgische gemeente Herzele bekleed.
- 1896 - 1956 : Joseph Matthys, 60 jaar burgemeester.
- 1957 - 1962 : Charles De Smet (1907 - 1985)
- 1963 - 1975 : Maurits De Buysscher
- 1976 - 1982 : Frans Dubois van CVP, eerste burgemeester na fusie
- 1983 - 1994 : Marcel Van Daele van PVV, later VLD
- 1995 - 1997 : Eric De Pooter van CVP, overleden
- 1997 - 2000 : Paul De Vos van CVP
- 2001 - 2024: Johan Van Tittelboom van VLD, later Open Vld
- 2024 - heden: Benjamin Rogiers van Open Vld

Brussels Hoofdstedelijk Gewest:
Anderlecht · 
Brussel

Vlaanderen:
Aalst · 
Aarschot · 
Antwerpen · 
 Asse · 
Beernem · 
Bertem · 
Blankenberge · 
Brugge · 
Damme · 
De Haan · 
De Panne · 
Deerlijk · 
Deinze · 
Eeklo · 
Evergem · 
Galmaarden · 
Geraardsbergen · 
Gent · 
Halle · 
Hasselt · 
Herent · 
Herk-de-Stad · 
Herzele · 
Heusden-Zolder · 
Houthalen-Helchteren · 
Ichtegem · 
Kaprijke · 
Knokke-Heist · 
Kortemark · 
Kortenberg · 
Kortrijk · 
Leuven · 
Lichtervelde · 
Lievegem · 
Lokeren · 
Maldegem · 
Mechelen · 
Moerbeke-Waas · 
Ninove · 
Oostende · 
Oostkamp · 
Poperinge · 
Roeselare · 
Ronse · 
Sint-Lievens-Houtem · 
Sint-Niklaas · 
Sint-Truiden · 
Temse · 
Tielt · 
Tienen · 
Tongeren · 
Torhout · 
Veurne · 
Waregem · 
Wellen · 
Wetteren · 
Wichelen · 
Zaventem · 
Zedelgem · 
Zele · 
Zonhoven · 
Zottegem

Wallonië: 
Charleroi · 
's-Gravenbrakel · 
Morlanwelz · 
Ophain-Bois-Seigneur-Isaac